# Saint-Christophe-des-Bardes
Saint-Christophe-des-Bardes település Franciaországban, Gironde megyében. Lakosainak száma 390 fő (2022. január 1.). Saint-Christophe-des-Bardes Montagne, Saint-Émilion hegyközség, Saint-Étienne-de-Lisse, Saint-Hippolyte és Saint-Laurent-des-Combes községekkel határos.

## Népesség
A település népessége az elmúlt években az alábbi módon változott:
| Lakosok száma | 715  | 594  | 547  | 517  | 470  | 447  | 442  | 418  | 406  | 390  |
|               | 1968 | 1982 | 1990 | 2006 | 2013 | 2015 | 2017 | 2019 | 2020 | 2022 |